# Așera

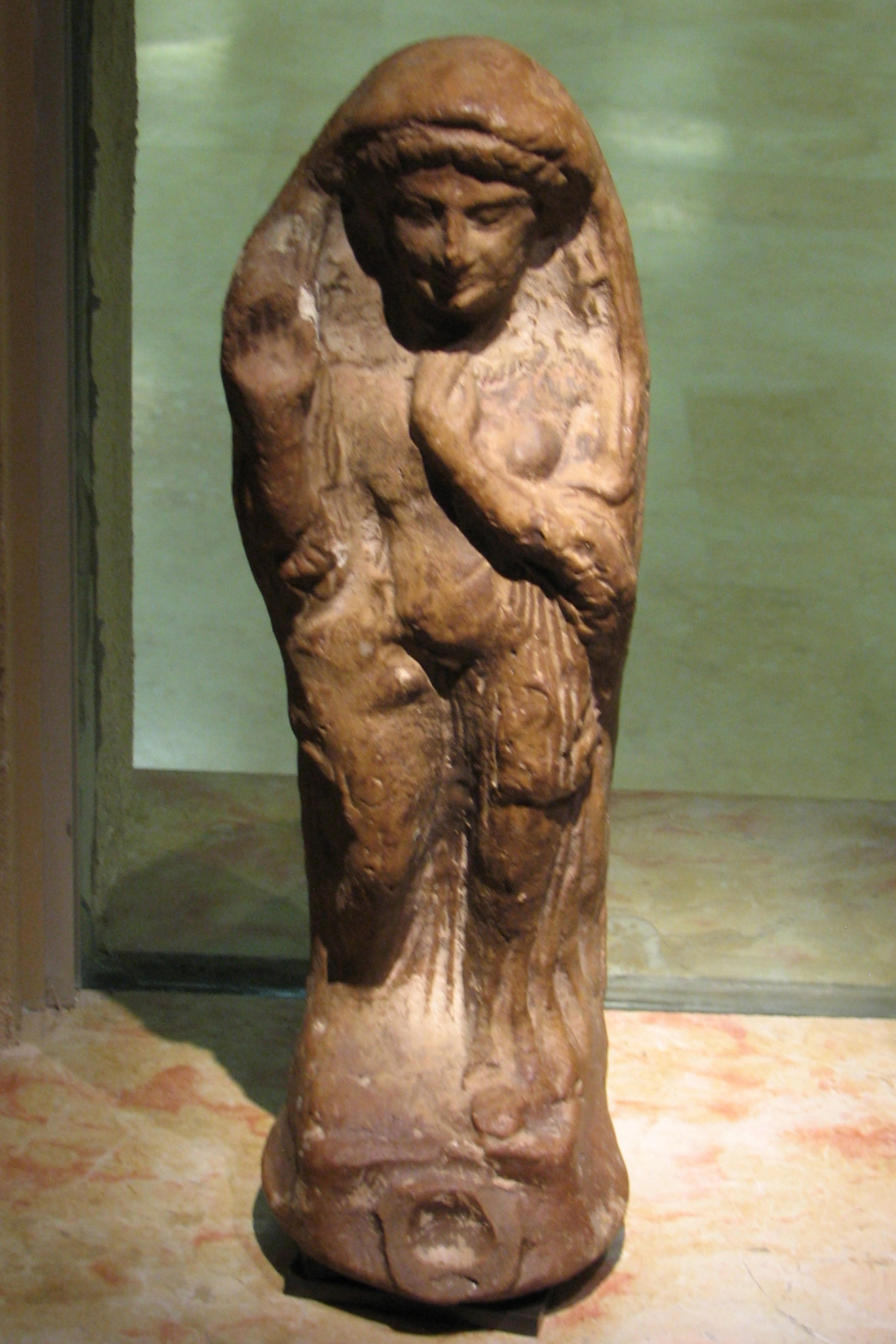
Așerah

Așera (limba ugaritică: 𐎀𐎘𐎗𐎚 : 'ṯrt; ebraică: אֲשֵׁרָה), în mitologia semită este o zeiță-mamă semitică, care apare într-un număr de surse antice, incluzând scrieri acadiene cu numele de Așratum/Așratu iar în hitită ea este numită Așerdu(s) sau Așertu(s) sau Aserdu(s) sau Asertu(s).  Așera este în general considerată identică zeiței ugaritice Athirat (transcrisă mai precis ca ʼAṯirat).
Cartea lui Ieremia scrisă circa 628 î.e.n. s-ar putea referi la Așerah atunci când folosește titlul de „împărăteasa cerului” în cap. 7 și cap. 44. Pentru o discuție a „împărătesei cerului” din Vechiul Testament vezi Împărăteasa cerului (antichitate).
Așera este identificată drept regina consoartă a zeului sumerian god Anu, și al celui ugaritic ʾEl, acestea fiind cele mai vechi zeități ale panteoanelor respective, la fel ca a lui Yahweh, zeul lui Israel și Iuda.
Cu unele dezacorduri, majoritatea cercetătorilor susțin că Yahweh și Așera au fost un cuplu zeiesc în anticul Regat al lui Israel (Samaria) și Regat al lui Iuda.

## În Ugarit
În textele ugaritice (de dinainte de 1200 î.e.n.) Athirat este menționată aproape întotdeauna cu titlul ei complet rbt ʼaṯrt ym, rabat ʼAṯirat yammi, 'Doamna Athirat a Mării' sau tradus mai complet 'Cea care pășește pe mare', (în ugaritică: 𐎗𐎁𐎚 𐎀𐎘𐎗𐎚 𐎊𐎎 )
Aceasta se întâmplă de douăsprezece ori doar în Eposul lui Ba'al. Numele ei este înțeles de diverși traducători și comentatori ca bazându-se pe rădăcina ugaritică ʼaṯr 'a păși peste', similară rădăcinii ebraice ʼšr care are același înțeles.
Celălalt principal epitet al său era „qaniyatu ʾilhm” (în ugaritică: 𐎖𐎐𐎊𐎚 𐎛𐎍𐎎 : qnyt ʾlm) care poate fi tradus drept „creatoarea zeilor (Elohim)”.
În aceste texte, Athirat este consoarta zeului El; acolo este doar o singură referință la cei șaptezeci de fii ai lui Athirat, care se presupune că ar fi identici cu cei șaptezeci de fii ai lui El. Ea este în mod clar diferită de ʿAștart (mai cunoscută sub forma Astarte sau Aștoreth în cadrul Bibliei) din documente ugaritice, deși în surse ne-ugaritice din perioade mai târzii diferența dintre cele două zeițe nu mai este atât de mare, fie ca rezultat al unor erori de copiere, fie ca rezultat al unui posibil sincretism. Ea este de asemenea numită Elat („Zeiță”, forma feminină a lui El; compară cu Allat) și Qodesh 'Sfințenie'. Athirat din textele acadiene apare ca Așratum (Antu), soția lui Anu, zeul cerului. Altfel, despre Aștart se crede că ar fi legată de zeița mesopotamică Iștar care este uneori descrisă ca fiind fiica lui Anu în timp ce în miturile ugaritice Aștart este una din fiicele lui El, corespondentul semitic din Vest al lui Anu.
La hitiți această zeiță apare drept Așerdu(s) sau Așertu(s), consoarta lui Elkunirsa (din titlul ugaritic El-qan-arsha: „El Creatorul Pământului”) și este mama fie a 77 fie a 88 de fii.
În scrisorile Amarna un rege al amoriților este numit Abdi-Ashirta, „Servitorul Așerei”.

## În Egipt
În Egipt, începând cu cea de-a XVIII-a dinastie, o zeiță semitică numită Qudshu ('Sfințenie') începe să iasă în evidență, fiind echivalată zeiței egiptene Hathor. Unii cred că aceasta este Athirat/Așratu sub numele ei ugaritic Qodesh. Această Qudshu pare să fie distinctă de atât ʿAștart cât și ʿAnat deoarece aceste zeițe apar sub propriile lor nume și în iconografie foarte diferită, apărând in cel puțin o pictură ca fiind reprezentate ca așezate lângă Qudshu.
Dar în perioadele persane, elenistice și romane ale Egiptului era o puternică tendință către sincretism al zeițelor, iar Athirat/Așrtum pare să fi dispărut atunci, cel puțin în calitate de zeiță proeminentă sub nume recognoscibil.

## În Israel și Iuda

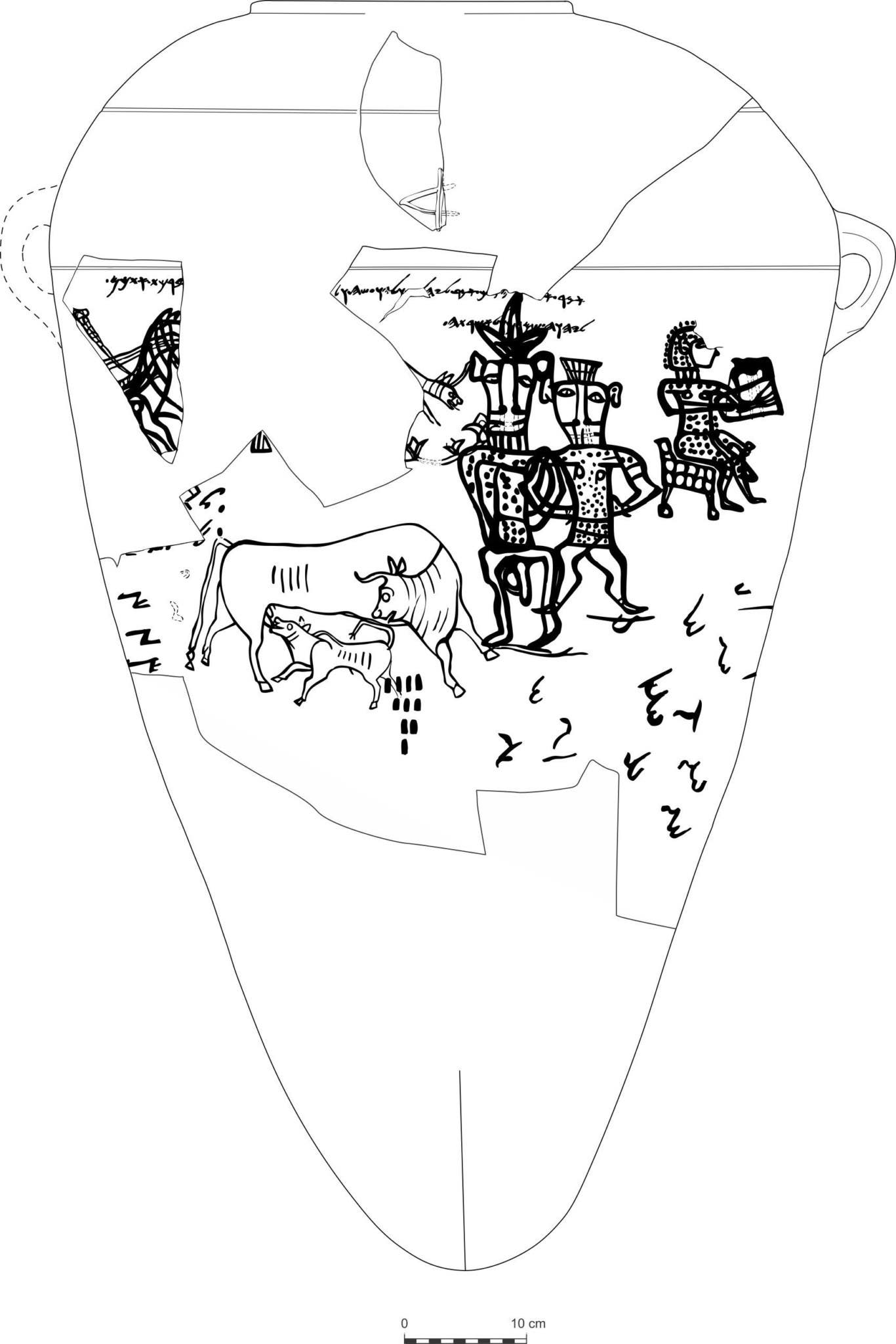
Imagine al unui fragment de oală ceramică găsit la Kuntillet Ajrud deasupra inscripției „Berakhti etkhem l’YHVH Shomron ul’Asherato”

Atât dovezile arheologice cât și textele biblice redau tensiunile dintre grupuri care acceptau adorarea lui Iahveh împreună cu zeități locale, ca Așera și Baal, și cei care țineau la a-l adora numai pe Iahveh, în perioada monarhică. Sursa deuteronomistă oferă dovezi ale existenței unei puternice facțiuni monoteiste în timpul domniei regelui Iozia, spre sfârșitul secolului al VII-lea î.e.n., dar puterea și prevalența unei adorări monoteiste anterioare a lui Iahveh este pe larg pusă la îndoială, având la bază interpretări despre cât de mult se bazează istoria deuteronomistă pe surse anterioare ei și cât de mult a fost reformulată ea de redactorii deuteronomiști în scopul de a-și impune punctele lor de vedere teologice. Mărturiile arheologice indică un politeism larg răspândit în Israel și în jurul său în perioada monarhiei.
De exemplu, un stâlp cultic din secolul al X-lea î.e.n. din Taanach (un oraș din Israelul de Nord, lângă Megiddo) are implicații politeiste evidente. Stâlpul are patru nivele sau regiștri. În registrul de jos, sau pe nivelul patru este o figură de femeie cu mâinile așezate pe capetele a doi lei care stau așezați la dreapta și la stânga ei. Figura de femeie poate fi interpretată drept zeiță, fie Așera, Astarte, sau Anat. Al treilea registru are două figuri de sfinx aripi cu un loc liber între ele. Al doilea nivel conține un arbore sacru flancat de ambele părți de ibiși care stau pe picioarele lor din spate. Registrul de sus arată un patruped (fie o bovină fie un cal) cu un disc solar deasupra lui. Nu este cert dacă Taanach a fost fie sub control israelit fie sub control canaanit când a fost produs stâlpul, iar interpretările lui diferă. Dacă patrupedul de pe nivelul de sus este luat drept bovină, el poate fi identificat fie cu Iahveh fie cu Baal. Discul solar de deasupra patrupedului reprezintă fie zeul Soarelui fie cerul. Cei mai mulți autori sunt de acord că arborele sacru din al doilea registru trebuie identificat cu o așerah, deși arborele stilizat este adesea văzut drept obiect de cult mai degrabă decât imagine a unei zeițe. Figurile de tipul sfinxului înaripat de pe al doilea nivel au fost interpretate drept heruvimi iar spațiul dintre ele îl reprezintă pe invizibilul Iahveh ca „stând pe tronul făcut din heruvimi” deși spațiul liber poate fi de asemenea interpretat ca permițând observatorilor să vadă un foc sau o figurină dinăuntrul stâlpului. Deși sunt posibile o varietate de interpretări, Mark S. Smith conchide că „Pe scurt, asumând datarea corectă a acestui stâlp în secolul al zecelea, stâlpul atestă politeismul din zonă.”
Alt exemplu de politeism din Levantul de Sud a fost descoperirea unei combinații de iconografii și inscripții la un centru religios/loc de poposire pentru călători de la Kuntillet Ajrud, în nordul deșertului Sinai, care datează din secolul al VIII-lea î.e.n. Printre multe alte artefacte se afla un mare vas de păstrat care a atras multă atenție. Fața vasului conține iconografie arătând trei figuri antropomorfice și o inscripție care se referă la „Yahweh … și a sa așera”. Inscripțiile conduc la identificarea rapidă a două din figurile care stau în prim-plan ca reprezentându-l pe Iahve și soția lui, Așerah, dar cercetări ulterioare le-au identificat drept figuri Bes. Câțiva cercetători, inclusiv William G. Dever, și Judith Hadley continuă să interpreteze inscripția într-un mod în care ea se referă la Așerah drept zeiță israelită și soția lui Iahveh. William Dever a scris o carte numită „Did God Have a Wife?” (A avut Dumnezeu o soție?) care se referă la dovezile arheologice, printre care multe figurine femeiești dezgropate din Israelul antic, care susțin ipoteza sa că Așerah a funcționat drept zeiță și soție a lui Iahveh în religia populară israeliană din perioada monarhică. Un recenzent consideră că teoria lui Dever „este plin de lacune iar cartea e plină de dezinformări.” Opus interpetării „așerei” drept zeiță în inscripțiile din Kuntillet ‘Ajrud inscriptions, alți câțiva autori, inclusiv Mark S. Smith, John Day, și Andre Lemaire, văd așerah din aceste inscripții obiect de cult, arbore stilizat sau loc de închinare prin care binecuvântările lui Iahveh erau comunicate, mai degrabă decât o zeiță care ar putea funcționa drept soție. „Nici iconografia nici textele nu ne pot obliga să interpretăm relația dintre ‘Yahweh ... și a sa așera’ din Epoca Fierului IIB în sensul unei relații (determinată sexual) dintre două forțe care ar fi împerecheate și să ne oblige astfel să acceptăm că așerah ar avea statut de parteneră. ‘Așera a lui Yahweh’ nu era egală în rang cu Iahve ci este mai degrabă o entitate mediatoare care aduce binecuvântările lui și este concepută mental sub forma unui arbore stilizat, care îi era astfel subordonat lui Iahveh.”
Arheologii și istoricii ne oferă o multitudine de căi de a organiza și interpreta informația iconografică și textuală disponibilă. William G. Dever distinge între „religia oficială/religia de stat/religia cărții” ale elitei și „religia populară” a maselor. Rainer Albertz distinge „religia oficială” de „religia familială”, „pietatea personală” și „pluralismul religios intern”. Jacques Berlinerblau analizează dovezile în termenii unei „religii oficiale” și „religii populare” din Israelul antic. Într-o carte descrisă de William G. Dever drept „studiu magistral”, Patrick D. Miller a grupat pe larg adorarea lui Iahve din Israelul antic în trei mari categorii: ortodoxă, heterodoxă și sincretistă (Miller recunoaște faptul că ortodoxia unuia înseamnă heterodoxie pentru altul și că ortodoxia nu era o realitate fixă și imuabilă în religia Israelului antic).
„Idolatria poporului lui Iuda nu era o abatere de la un monoteism anterior al lor. Ea era de fapt felul în care poporul lui Iuda se închina de sute de ani.”—Israel Finkelstein și Neil Asher Silberman, The Bible Unearthed. Archaeology's New Vision of Ancient Israel and The Origin of Its Sacred Texts.
Conform ipotezei documentare, majoritatea celor patruzeci de referințe la Așera din cadrul Bibliei ebraice derivă de la Deuteronomist, fiind întotdeauna exprimate în context ostil: Deuteronomistul judecă regii lui Israel și ai lui Iuda conform de cât de riguros au susținut Iahvismul, combătând adorarea Așerei și a altor zeități. Despre regele Manase, el afirmă de exemplu că a plasat un stâlp al Așerei în Templul din Ierusalim, el fiind prin urmare cineva care  „a făcut ce era rău în ochii DOMNULUI” (Imparati 21:7), în timp ce regele Ezechia „a distrus locurile înalte, a spart stâlpii și a spart Așerah” (Imparati 18:4), prin urmare fiind considerat drept cel mai virtuos rege al lui Iuda dinaintea venirii reformatorului Iozia, sub domnia căruia a fost scrisă istoria deuteronomistă.
Biblia ebraică folosește termenul de așera în două sensuri, drept obiect de cult și ca nume divin. Ca obiect de cult așerah poate fi „făcut”, „doborât” și „ars”, iar Deuteronom 16:21 interzice plantarea de copaci ca așerah, sugerând că se referă la un copac stilizat sau trunchi cioplit. Alte versete se referă clar la o zeiță, cum ar fi de exemplu Imparati 23:4-7, în care sunt făcute obiecte „pentru Baal și Așera”. Referințele la așerah din Isaia 17:8 și Isaia 2:8 sugerează că în gândirea antică nu se făcea distincție între obiect și zeiță. Inscripții invocând binecuvântări de la „Iahveh și așerah a sa” au fost găsite în două situri de pe teritoriul anticului Iuda, iar una dintre ele include un desen al două figuri care pot să-l reprezinte pe Iahveh și pe Așera ca soție a lui Iahve. Este posibil că Așera era asociată cu regina principală din vechiul Iuda și din Israel, iar această asociere fermă cu cultul regilor ar putea lămuri dispariția completă a zeiței atunci când monarhia a dispărut.
William G. Dever a sugerat că Așera era adorată drept Împărăteasa cerului (evreii coceau mici prăjituri pentru serbarea sărbătorii ei), dar John Day afirmă că „nu există nimic din primul mileniu î.e.n. care să denote că Așera era «Împărăteasa cerului» sau s-o asocieze pe ea în mod special cu cerul.”
Figurinele Așerei sunt mărturii arheologice extrem de întâlnite, indicând popularitatea cultului ei din cele mai vechi timpuri până la exilul în Babilon. Mai rare sunt inscripțiile care-l leagă pe Iahveh de Așerah, care au fost descoperite: un ostrakon din sec. al VIII-lea î.e.n. înscris cu „Berakhti etkhem l’YHVH Shomron ul’Asherato” (ebraică: בירכתי אתכם ליהוה שומרון ולאשרתו) a fost descoperit de arheologi israelieni la Kuntillet Ajrud (în ebraică „Horvat Teman”) în cursul excavărilor din deșertul Sinai în 1975. Aceasta se traduce ca: „Te-am binecuvantat prin YHVH din Samaria și Așera a Sa” (sau poate „... prin YHVH păzitorul nostrul și Așerah a Sa”, dacă „Shomron” ar trebui citit ca „shomrenu”). Altă inscripție, din from Khirbet el-Kom de lângă Hebron scrie: „Binecuvântat fie Uriyahu de către Yahweh și de Așerah a Sa; el l-a salvat de dușmanii săi!”. Tilde Binger observă în studiul ei Asherah: Goddesses in Ugarit, Israel and the Old Testament (1997, p. 141), că există mărturii că Așerah poate fi văzută ca fiind „o stelă de lemn neiconică sau o columnă de un anumit fel, un copac viu sau o statuie mai obișnuită.” O statuie de lemn cioplită din topor și plantată în solul casei era simbolului Așerei, iar uneori o statuie de lut fără picioare. Imaginile ei cultice („idolii”) au fost găsite de asemenea în păduri, sculptate în copaci vii, sau sub formă de stâlpi de lângă altar care erau plasați la marginea unor drumuri. Stâlpii Așerei sunt menționați în Exod, Deuteronom, Cartea Judecătorilor și Cărțile Împăraților, a doua Carte a Cronicilor și cărțile lui Isaia, Ieremia și Mica. Termenul apare adesea doar ca אשרה, Așerah; acesta este tradus ca „arbori” în King James Version și ca „stâlpi” în New Revised Standard Version, deși în text nu apare niciun cuvânt care ar putea fi tradus ca „stâlpi”.
Într-un documentar al BBC dr. Francesca Stavrakopoulou, fostă lector principal la Universitatea din Exeter, actualmente profesor universitar deplin, specializată în studii biblice ebraice declara: „Majoritatea cercetătorilor biblici din întreaga lume acceptă acum drept convigătoare dovezile că Dumnezeu a avut o soție.” Întrebat în același documentar dacă evreii au fost monoteiști, lucru care i-ar fi distins față de religia canaanită, prof. dr. Herbert Niehr de la Universitatea din Tübingen declara că evreii au fost politeiști din sec. al X-lea î.e.n. până cel puțin în 586, după care lucrurile au început să se schimbe foarte lent, evreii fiind covârșitor monoteiști începând cu perioada Macabeilor (secolul al II-lea î.e.n.). Un curs de la Universitatea Yale și alte lucrări confirmă acest lucru. William Foxwell Albright, liderul unei generații trecute de arheologi biblici, nu a fost, totuși, un literalist biblic, Iahve și zeii din Canaan, de exemplu, susținând opinia că religia israeliților a evoluat de la un politeism originar la un monoteism care l-a văzut pe Dumnezeu acționând în istorie - o viziune pe deplin conformă cu opiniile principale din ultimele două secole de critică biblică dinaintea lui.
În documentarul History Channel The Bible Unearthed (Biblia dezgropată) Amihai Mazar afirmă că Iahve avea o nevastă în religia tradițională israelită, conform celei mai vechi inscripții care-l menționează pe Iahve.

## Așira în Arabia
O stelă care se află acum la Luvru, descoperită de către Charles Huber în 1883 în oaza antică a Temei (Tayma actuală - în arabă: تيماء‎) din Arabia de Nord-Vest, despre care se consideră că provine din timpul retragerii acolo a lui Nabonidus în 549 î.e.n., poartă o inscripție în aramaică, inscripție care menționează Ṣalm din Maḥram și Șingala și Așira ca fiind zeii Temei.
Această Așira ar putea fi Athirat/Așera. Deoarece limba aramaică nu are nicio modalitate prin care să indice th din limba arabă, corespunzând lui th ugaritic (scris fonetic ca ṯ), dacă aceasta este aceeași zeitate nu este limpede dacă numele ar fi o redare arabă a ugariticului Athirat sau un împrumut târziu din Așera din limba ebraică sau canaanită.
Rădăcina arabă ʼṯr are un înțeles similar cu cel care în ebraică se referă la „a păși peste” folosit ca bază pentru a explica numele de Așira ca „Doamna mării”, în special deoarece rădăcina arabă ymm înseamnă și „mare”.

## Publicații pe această temă
- Binger, Tilde (1997), Asherah: Goddesses in Ugarit, Israel and the Old Testament (ed. 1st), Sheffield: Sheffield Academic Press, pp. 42–93, ISBN 9780567119766
- William G. Dever: Did God Have A Wife? Archaeology And Folk Religion In Ancient Israel (Wm. B. Eerdmans Publishing Company 2005)
- Judith M.Hadley: The Cult of Asherah in Ancient Israel and Judah (U of Cambridge 2000)
- Jenny Kien: Reinstating the Divine Woman in Judaism (Universal 2000)
- Asphodel P. Long: In a Chariot Drawn by Lions (Crossing Press 1993).
- Raphael Patai: The Hebrew Goddess (Wayne State University Press 1990 and earlier editions)
- William L. Reed: The Asherah in the Old Testament (Texas Christian University Press, 1949).
- Sass, Benjamin (2014). „On Epigraphic Hebrew ʾŠR and *ʾŠRH, and on Biblical Asherah”. Transeuphratène. J. Elayi – J.-M. Durand (eds.). Bible et Proche-Orient. Mélanges André Lemaire. 3 vol. (Transeuphratène 44-46; Pendé: Gabalda, 2014). 46: 47–66 (with Pls. 4–5 on 189–190). ISSN 0996-5904.
- Sommer, Benjamin D. (2009). The Bodies of God and the World of Ancient Israel. Cambridge University Press. ISBN 978-1139477789.
- Steve A. Wiggins: A Reassessment of "Asherah": A Study According to the Textual Sources of the First Two Millennia B.C.E. (Kevelaer: Verlag Butzon & Bercker; Neukirchen-Vluyn: Neukirchener Verlag, 1993). Second edition: (Piscataway, NJ: Gorgias Press, 2007) ISBN 1-59333-717-5.